# Solanum humectophilum
Solanum humectophilum är en potatisväxtart som beskrevs av Carlos M. Ochoa. Solanum humectophilum ingår i släktet skattor som ingår i familjen potatisväxter. Inga underarter finns listade i Catalogue of Life.